# Loom (альбом Imagine Dragons)
Loom — седьмой студийный альбом американской поп-рок-группы Imagine Dragons, выпущенный на лейблах Kidinakorner и Interscope Records 28 июня 2024 года. Стандартная версия альбома состоит из девяти синглов. Спродюсированный участниками группы и давними соавторами Мэттмэн & Робин, он следует за другими их студийными альбомами: Mercury — Act 1 и Mercury — Act 2. Альбом стал первым релизом группы в составе трио без барабанщика Дэниеля Плацмана, который с марта 2023 года находится в бессрочном перерыве.

## Предыстория
В интервью с Associated Press, главный певец Дэн Рейнольдс описал творческий процесс за альбомом и его обложкой:

Нельзя сказать, закат ли это или восход. Перед ним стоят два человека, как будто разделённые. Это действительно как-то тематически подводит итог, когда я это слушаю. Это начало чего-то нового, или же конец? И закат, и восход всегда кажутся мне такими. Это может быть либо/или.[проверить перевод]
Оригинальный текст (англ.)You can't really tell if it's a sunset or a sunrise, and then there are two people kind of separated standing in front of it. That really kind of sums it up thematically when I listen to it. Is the beginning of something new, or is this the end of something? And the sunset and the sunrise always kind of feels that way to me. It could be either/or.

## Синглы и продвижение
10 марта 2024 года, группа начала анонсировать новую музыку в своих социальных сетях. В последующие дни, на официальном сайте был отображён обратный отсчёт в виде песочных часов. К концу марта, веб-сайт стал показывать четыре двери. Они состояли из трёх разных групп, соревнующихся за очки в нескольких мини-играх; три группы были Кроянцы (Верующие), Герриеры (Воины) и Мечтатели, разделены в соответствии с предыдущими музыкальными предпочтениями пользователей. Каждая из групп имели в виду[проверить перевод] песни «Believer», «Warriors» и «Dream».
Каждую неделю появлялась новая дверь, показывающая новую игру[проверить перевод] и некоторые намёки о дате выпуска или некоторые тексты новых синглов. 1 апреля, с открытием второй двери, они анонсировали новый сингл под названием «Eyes Closed» с датой выпуска, которая намечалась на 3 апреля. 22 апреля, когда все четыре двери были открыты, появилась пятая дверь, отсылающаяся к клипу «Eyes Closed», что наконец-таки подтвердило будущее имя альбома. Также, летом было анонсировано начало нового мирового тура.
Для команды победителя четырёх дверей[проверить перевод], Кроянцев, было опубликовано видео с фрагментами трёх синглов из нового альбома под названиями «Fire in These Hills», «Nice to Meet You» и «Wake Up».
25 апреля, из официальных аккаунтов группы в социальных сетях появилась информация о новом соавторстве. 30 апреля, группа анонсировала новую версию сингла «Eyes Closed» вместе с J Balvin. Выпуск состоялся 3 мая.
Официальный список синглов вместе с их продолжительностью был раскрыт 8 мая.
24 мая был выпущен второй сингл «Nice to Meet You».
2 июля группа выпустила новый клип к синглу «Wake Up».

## Критика
| Оценки критиков | Оценки критиков |
| Источник        | Оценка          |
| --------------- | --------------- |
| AllMusic        | [ 14 ]          |
| The Arts Desk   | [ 15 ]          |
| Clash           | 6/10            |
| Rolling Stone   | [ 17 ]          |

Loom получил смешанные и положительные отзывы от критиков. Нил З. Юнг из AllMusic написал положительный отзыв, рассказывая, что «давние поклонники их агрессивных гимнов, расширяющих возможности, будут в восторге от этого псевдовозвращения к форме из квартета Вегаса» и описал альбом как «один из самых приятных и непосредственных сетов на сегодняшний день». Джон Долан из Rolling Stone заявил, что «обнаруживает, что группа осуществляет некоторые музыкальные и личные изменения» и позже делая вывод о том, что «Такие моменты доброй атмосферы показывают, что на огромных пространствах, в которых работают эти ребята, всегда есть место для роста». Том Карр из The Arts Desk заметил, что «Loom возможно и несложно слушать, но нельзя отрицать, что Imagine Dragons умеют объединять различные текстуры и конденсировать их во что-то гладкое» и закончил фразой «В целом, Loom радует, не прокладывая новых путей». Робин Муррей из Clash написал смешанный отзыв, резюмируя, что это был «краткий, хотя и несколько неудовлетворительный возврат[проверить перевод]».

## Список синглов
Слова и музыка всех песен — Дэн Рейнольдс, Уэйн Сермон, Бен Макки и Мэттмэн & Робин, если не указано иное.
| №                   | Название               | Длительность |
| ------------------- | ---------------------- | ------------ |
| 1.                  | «Wake Up»              | 2:46         |
| 2.                  | «Nice to Meet You»     | 3:10         |
| 3.                  | «Eyes Closed»          | 3:20         |
| 4.                  | «Take Me to the Beach» | 2:47         |
| 5.                  | «In Your Corner»       | 3:59         |
| 6.                  | «Gods Don't Pray»      | 2:49         |
| 7.                  | «Don't Forget Me»      | 2:58         |
| 8.                  | «Kid»                  | 2:39         |
| 9.                  | «Fire in These Hills»  | 3:39         |
| Общая длительность: | Общая длительность:    | 28:07        |

| №                   | Название                      | Автор(ы)                                                                         | Длительность |
| ------------------- | ----------------------------- | -------------------------------------------------------------------------------- | ------------ |
| 10.                 | «Eyes Closed» (with J Balvin) | Reynolds Sermon McKee José Osorio Luis Ángel O'Neill Laureano Larsson Frediksson | 3:20         |
| Общая длительность: | Общая длительность:           | Общая длительность:                                                              | 31:27        |

| №                   | Название                                 | Автор(ы)                                           | Длительность |
| ------------------- | ---------------------------------------- | -------------------------------------------------- | ------------ |
| 11.                 | «Children of the Sky (A Starfield Song)» | Reynolds Sermon McKee Inon Zur Larsson Fredriksson | 3:27         |
| Общая длительность: | Общая длительность:                      | Общая длительность:                                | 34:54        |

## Чарты
| Chart (2024)                                 | Peak position |
| -------------------------------------------- | ------------- |
| Australian Albums (ARIA)                     | 17            |
| Бельгия/Фландрия (Ultratop)                  | 6             |
| Бельгия/Валлония (Ultratop)                  | 1             |
| Канада (Canadian Albums Chart)               | 23            |
| Нидерланды (Album Top 100)                   | 3             |
| Финляндия (Suomen virallinen lista)          | 19            |
| Германия (Offizielle Top 100)                | 2             |
| Ирландия (IRMA)                              | 62            |
| Italian Albums (FIMI)                        | 9             |
| Lithuanian Albums (AGATA)                    | 6             |
| New Zealand Albums (RMNZ)                    | 12            |
| Норвегия (VG-lista)                          | 14            |
| Шотландия (Scottish Albums Chart)            | 1             |
| Швейцария (Schweizer Hitparade)              | 1             |
| Великобритания (UK Albums Chart)             | 5             |
| США (Billboard 200)                          | 22            |
| US Top Rock & Alternative Albums (Billboard) | 6             |